# Inertage
L'inertage consiste à supprimer le risque de phénomène accidentel (explosion, pollution, irradiation, etc.) causé par un ou plusieurs produits réactifs mal confinés.
Pratiquement, l'inertage consiste à retirer le produit réactif de l'espace dans lequel il présente un risque ou au moins à s'assurer qu'il ne pourra s'échapper de cet espace et qu'il ne pourra rencontrer d'autres produits avec lesquels il pourrait réagir.
Les opérations d'inertage ne sont pas toujours dénuées de risque lors de leur mise en œuvre. De plus, un inertage est susceptible de se détériorer dans le temps ; il doit donc être contrôlé et renforcé si nécessaire.

## Inertage des déchets
Certains déchets toxiques sont inertés pour empêcher leur réactivité chimique ou biochimique et/ou leur dispersion dans l'environnement. L'opérateur cherche à leur donner une inertie chimique définitive ou de longue durée, ce qui est difficile dans le cas de déchets mélangés.
Ils sont généralement inertés par mélange avec un liant hydraulique (qui doit être le plus résistant et durable possible, et chimiquement compatible avec le produit à inerter ; certains produits chimiques, pouvant à très faible dose inhiber la prise d'un plâtre, d'un ciment, d'une résine ou d'autres liants. Inversement certains produits jouent le rôle de catalyseur et accélèrent la prise du liant, au risque d'une surchauffe et d'un mélange irrégulier). La prise du liant doit parfois se faire sous contrôle, car elle peut faire monter le déchet en température (jusqu'à 70 °C dans le cas de certains ciments ou résines) au risque d'une combustion spontanée. Le déchet doit, en outre, être correctement mélangé avec le liant (mélange mécanique). De nouvelles matrices minérales sont recherchées notamment pour mieux inerter les résidus d'incinération de déchets ménagers et industriels.
Un autre procédé est la vitrification, notamment utilisé par l'industrie nucléaire pour stabiliser certains déchets radioactifs.

## Inertage dans l'industrie
De manière générale, c'est une technique utilisée dans l’industrie qui consiste à remplacer une atmosphère explosible ou chimiquement réactive, présente par exemple dans le ciel d'une citerne, par un gaz ou un mélange gazeux non combustible et non comburant.
Les conditions d'atmosphère explosible sont réunies si les trois éléments du « triangle du feu » sont en présence : combustible, comburant (souvent l’oxygène), et une source de chaleur ou d'énergie (feu, étincelle électrique). L’inertage consiste à réduire la présence du comburant pour placer la concentration en gaz en dehors des limites d'explosivité (au-dessus de la limite supérieure, LSE, ou de préférence en dessous de la limite inférieure, LIE).
Le gaz inertant le plus utilisé est l'azote car relativement neutre chimiquement et peu coûteux, qui présente en outre l'avantage de pouvoir refroidir l'atmosphère, un objet ou l'environnement quand il se détend à partir de bonbonnes sous-pression.

## Inertage en œnologie
Pour l'œnologue, l’inertage consiste à utiliser un gaz neutre (dioxyde de carbone, azote, argon) pour remplacer l’air au contact des jus ou du vin dans le but de limiter les phénomènes d’oxydation, qu’ils soient d’origine chimique ou enzymatique. L'utilisation du dioxyde de carbone (CO2) peut s'avérer nécessaire pour ajouter du pétillant au vin (processus de champagnification). La concentration en CO2 dissous est un paramètre qui régit la taille des bulles.

## Risques et dangers de l'inertage
Un inertage réussi nécessite une parfaite maitrise des réactions chimiques entre produits et entre le liant hydraulique et les produits. Or de nombreuses molécules, dont certaines ayant un pouvoir catalytique ou des propriétés inhibitrices peuvent interférer avec la prise du liant (ciment, résine...). Dans certains cas le matériau  peut également significativement « gonfler » au fur et à mesure de sa prise, ce qui pose un problème en cas d'utilisation dans la construction ou comme fond de couche routière.
Des risques professionnels spécifiques sont liés à l'inertage de matériaux pulvérulents, nanomoléculaires, toxiques, explosifs, hautement inflammables ou susceptibles de rendre l'atmosphère  explosive ou dangereuse, éventuellement anoxique (la chute du taux d'oxygène pouvant alors entrainer une augmentation de l'acidité du sang et du taux de CO2 ou CO avec risques d'étourdissement, céphalée, syncope, coma, ou mort).